# Steven Barnes
Steven Emory Barnes (Los Angeles, 1 de Março de 1952) é um escritor norte-americano.

## Biografia
Estudou na Escola Secundária de Los Angeles antes de ingressar na Universidade de Pepperdine, onde estudou Artes e Comunicação.
Aficionado das Artes Marciais, que desempenharam uma parte importante nos seus romances, chegando a escrever tratados sobre o assunto, ficou em segundo lugar no Campeonato Nacional de Karaté Coreano no seu país.
Mais tarde, para além de vir a ser cinturão negro em Karaté e Judo, dedicou-se também ao jogo do pau filipino, luta com facas e tiro de pistola, entre outras artes marciais. Estudou Hatha Ioga e Ashtanga Ioga. Tirou também um curso de hipnotismo.
Começou por escrever contos de ficção científica, publicando em 1979 o conto The Locusts numa revista, obtendo assim uma nomeação para o Prémio Hugo.
Juntando-se a uma associação de Berkeley, a Science Fiction and Fantasy Society, conheceu o escritor Larry Niven, com quem passou a colaborar. Desse convívio resultou o seu primeiro romance em co-autoria, com o título Dream Park de 1981. Muitos outros se seguiram, tal como The Descent Of Anansi de 1982, The Legacy Of Heorot de 1987, Achilles Choice de 1991, The California Voodoo Game e Beowulf's Children de 1995.
Barnes passou então a laborar como argumentista para as indústrias do cinema e da televisão, escrevendo para séries com Baywatch (Marés Vivas), Outer Limits e The Twilight Zone (A Quinta Dimensão).
No género do romance publicou obras como Streetlethal de 1983, The Kundalini Equation de 1986, Fire Dance de 1993, Blood Brothers de 1996 e Saturn Race de 2000. Em Charisma de 2000, Steven Barnes analisava o modo como a sociedade programa os indivíduos, prenunciando a sua estigmatização através dos meios tecnológicos.
No ano de 2002 publicou uma obra bastante controversa, Lion's Blood, já que propunha uma alternativa fictícia à História da Humanidade. Barnes imagina que, fugindo de Atenas para o Egito, Sócrates despoleta a vitória de Cartago sobre Roma. Séculos mais tarde, os negros africanos colonizam o continente americano, repartindo-o com os Viquingues e com os aztecas. Os celtas e os francos foram reduzidos ao papel de escravos ao serviço dos negros. Cerca de mil anos após a derrota de Roma, estala uma guerra, análoga à Guerra de Secessão norte-americana, e que envolve Astecas, Zulos e Árabes.
Steven Barnes publicou uma continuação deste mundo imaginário com o título Zulu Heart de 2003.